# Synothele houstoni
Synothele houstoni là một loài nhện trong họ Barychelidae. Loài này phân bố ờ Tây Úc.